# 2018년 LG 트윈스 시즌
2018년 LG 트윈스 시즌은 LG 트윈스의 KBO 리그에서의 37번째 시즌이자 류중일감독 부임 후 1번째 시즌이다.
팀은 정규시즌 8위에 그쳐 포스트시즌 진출에 실패했다.

## 시즌 준비
2018년 시즌을 시작한다.

## 스프링 캠프

### 2017년
- 일본 오키나와에서 2017년 10월 31일 ~ 2017년 11월 28일

### 2018년
- 미국 애리조나 피닉스에서 2018년 1월 30일 ~ 2018년 2월 23일까지,
- 일본 오키나와에서 2018년 2월 24일 ~ 2018년 3월 9일까지 해외 전지훈련을 실시하였다.

## 시범 경기
| 순위 | 구단          | 경기 | 승 | 무 | 패 | 승률  | 연속 | 게임차 |
| ---- | ------------- | ---- | -- | -- | -- | ----- | ---- | ------ |
| 1위  | kt 위즈       | 6    | 5  | 0  | 1  | 0.833 | 2승  | -      |
| 2위  | KIA 타이거즈  | 5    | 4  | 0  | 1  | 0.800 | 3승  | 0.5    |
| 2위  | SK 와이번스   | 6    | 4  | 1  | 1  | 0.800 | 1패  | 0.5    |
| 4위  | LG 트윈스     | 7    | 4  | 0  | 3  | 0.571 | 1패  | 1.5    |
| 5위  | 두산 베어스   | 6    | 3  | 0  | 3  | 0.500 | 1승  | 2      |
| 5위  | 한화 이글스   | 6    | 3  | 0  | 3  | 0.500 | 1패  | 2      |
| 7위  | 롯데 자이언츠 | 5    | 2  | 0  | 3  | 0.400 | 1패  | 2.5    |
| 8위  | 넥센 히어로즈 | 7    | 2  | 1  | 4  | 0.333 | 1승  | 3      |
| 9위  | NC 다이노스   | 6    | 1  | 0  | 5  | 0.167 | 3패  | 4      |
| 9위  | 삼성 라이온즈 | 6    | 1  | 0  | 5  | 0.167 | 1승  | 4      |

## 팀 순위
| 순위 | 구단      | 경기 | 승 | 패 | 무 | 년도        |
| ---- | --------- | ---- | -- | -- | -- | ----------- |
| 4    | LG 트윈스 | 144  | 71 | 71 | 2  | 2016년 시즌 |
| 6    | LG 트윈스 | 144  | 62 | 72 | 3  | 2017년 시즌 |
| 4    | LG 트윈스 | 144  | 44 | 37 | 1  | 2018년 시즌 |

### 상대별 승패표
- (승-무-패) 2016년

| 상대 | NC    | 넥센   | 두산  | SK    | 롯데   | 기아  | 한화  | 삼성  | KT     | 합계    |
| ---- | ----- | ------ | ----- | ----- | ------ | ----- | ----- | ----- | ------ | ------- |
| LG   | 6-1-9 | 10-0-3 | 7-0-9 | 6-9-1 | 6-0-10 | 8-1-7 | 8-0-8 | 7-0-9 | 10-0-6 | 71-71-2 |

## <NC 다이노스>
- (승-무-패)/2016/2017/2018년

| 상대 | NC    | NC     | NC    | 합계    |
| ---- | ----- | ------ | ----- | ------- |
| LG   | 6-1-9 | 5-0-11 | 7-0-6 | 18-1-23 |

### 상대별 승패표
- (승-무-패) 2017년

| 상대 | NC     | 롯데  | 두산  | 기아   | SK    | 넥센   | 한화  | 삼성   | KT     | 합계    |
| ---- | ------ | ----- | ----- | ------ | ----- | ------ | ----- | ------ | ------ | ------- |
| LG   | 5-0-11 | 7-1-8 | 6-1-9 | 6-0-10 | 7-0-9 | 10-1-5 | 7-0-9 | 10-0-6 | 11-0-5 | 62-3-72 |

|-align=center
|}
| - (승-무-패) 2018년 \| 상대 \| NC \| 롯데 \| 두산 \| SK \| 기아 \| 넥센 \| 한화 \| 삼성 \| KT \| 합계 \| \| ---- \| ----- \| ----- \| ----- \| ----- \| ----- \| ----- \| ----- \| ----- \| ----- \| ------- \| \| LG \| 7-0-6 \| 8-1-3 \| 0-0-5 \| 3-0-4 \| 5-0-4 \| 7-0-2 \| 4-0-8 \| 6-0-3 \| 5-0-2 \| 45-1-37 \| |       |       |       |       |       |       |       |       |       |         |
| 상대 | NC    | 롯데  | 두산  | SK    | 기아  | 넥센  | 한화  | 삼성  | KT    | 합계    |
| LG | 7-0-6 | 8-1-3 | 0-0-5 | 3-0-4 | 5-0-4 | 7-0-2 | 4-0-8 | 6-0-3 | 5-0-2 | 45-1-37 |

## 타이틀
- 자카르타·팔렘방 아시안 게임 금메달: 류지현(코치), 김현수, 임찬규, 오지환
- U-23 야구 월드컵 국가대표: 김태형 (1998년), 문성주
- 일구상 의지노력상: 채은성
- 조아제약 프로야구대상 기량발전상: 채은성
- 조아제약 프로야구대상 기록상: 박용택
- 스포츠서울 올해의 기록상: 박용택
- 웰컴톱랭킹 3-4월 투수 1위: 소사
- 웰컴톱랭킹 5월 타자 1위: 김현수
- 웰컴톱랭킹 6월 투수 1위: 윌슨
- 한국갤럽 선정 좋아하는 국내 프로야구 선수: 김현수 (5위)
- 올스타 선발: 소사 (선발투수), 유강남 (포수), 오지환 (유격수), 김현수 (외야수 1위), 이형종 (외야수 3위), 박용택 (지명타자)
- 올스타전 추천선수: 김지용, 정찬헌
- 컴투스프로야구2022 타이틀홀더 라인업: 소사 (선발투수), 윌슨 (선발투수), 김현수 (좌익수)
- 컴투스프로야구 주요 외국인선수 라인업: 소사 (중계투수)
- 컴투스프로야구 주요 FA 라인업: 김현수 (좌익수)
- 출장(타자): 오지환 (144)
- 출장(야수): 오지환 (143)
- 선발 출전(야수): 오지환 (142)
- 희생플라이: 김현수 (10)
- 타율: 김현수 (0.362)
- 마무리등판: 정찬헌 (55)
- 완봉: 소사, 윌슨 (1)
- 득점권타율: 김현수 (0.419)
- 터프세이브: 정찬헌 (6)
- 어시스트: 오지환 (409)
- 선발 GSC: 소사 (5월 24일 NC전, 92)

### 퓨처스리그
- 아시아 윈터 베이스볼 리그 국가대표: 김태형 (1998년)
- 플레이어스 초이스 어워드 퓨처스리그 우수선수상: 문성주
- 퓨처스 올스타: 김태형 (1998년), 류형우, 문성주, 한석현
- 3루타: 양원혁 (7)
- 볼넷: 홍창기 (60)
- 출루율: 홍창기 (0.455)
- 출장(투수): 김태형 (1998년) (50)
- 북부리그 득점: 홍창기 (67)

## 선수단
- 선발투수: 윌슨, 소사, 차우찬, 임찬규, 손주영, 김대현, 임지섭
- 구원투수: 최동환, 배재준, 신정락, 최성훈, 김영준, 고우석, 전인환, 임정우, 성동현, 김태형 (1998년), 김태형 (1993년), 이우찬, 윤지웅, 진해수, 문광은, 김지용, 이동현
- 마무리투수: 배민관, 여건욱, 정찬헌
- 포수: 유강남, 정상호, 김기연
- 1루수: 서상우, 윤형준, 김재율, 김용의
- 2루수: 정주현, 양원혁, 강승호, 박지규
- 유격수: 오지환, 백승현
- 3루수: 가르시아, 양석환, 장시윤, 윤진호
- 좌익수: 김현수, 이천웅, 홍창기, 임훈, 문선재
- 중견수: 이형종, 문성주, 안익훈
- 우익수: 채은성
- 지명타자: 박용택

## 선수 통계

### 타자 TOP
| 부문            | 선수   | 기록  |
| --------------- | ------ | ----- |
| 타율(AVG)       | 김현수 | 0.362 |
| 홈런(HR)        | 채은성 | 25    |
| 경기(G)         | 오지환 | 144   |
| 타점(RBI)       | 채은성 | 119   |
| 득점(R)         | 김현수 | 95    |
| 안타(H)         | 채은성 | 175   |
| 출루율(OBP)     | 김현수 | 0.415 |
| 장타율(SLG)     | 김현수 | 0.589 |
| 도루(SB)        | 정주현 | 18    |
| 2루타           | 김현수 | 39    |
| 3루타           | 이천웅 | 3     |
| 볼넷            | 오지환 | 59    |
| 사구            | 이형종 | 12    |
| 희생타          | 오지환 | 18    |
| OPS             | 김현수 | 1.004 |
| 승리기여도(WAR) | 김현수 | 4.79  |

### 투수 TOP
| 부문            | 선수               | 기록    |
| --------------- | ------------------ | ------- |
| 승리(W)         | 차우찬             | 12      |
| 평균자책(ERA)   | 윌슨               | 3.07    |
| 탈삼진(SO)      | 소사               | 181     |
| 세이브(SV)      | 정찬헌             | 27      |
| 홀드(HLD)       | 진해수             | 14      |
| 승률(WPCT)      | 차우찬             | 0.545   |
| 경기(G)         | 정찬헌, 진해수     | 66      |
| 완투            | 소사, 차우찬, 윌슨 | 1       |
| 완봉            | 소사, 윌슨         | 1       |
| 선발등판        | 차우찬             | 29      |
| 패전(L)         | 임찬규             | 11      |
| 이닝            | 소사               | 181 1/3 |
| 승리기여도(WAR) | 윌슨               | 6.33    |

## 코칭스태프
| 직위                             | 이름     | 비고                |
| -------------------------------- | -------- | ------------------- |
| 감독                             | 류중일   | 감독                |
| 수석 코치                        | 류지현   | 수석/3루 주루       |
| 타격 코치                        | 이병규   | (타격)              |
| 타격 코치                        | 신경식   | (타격)              |
| 배터리 코치                      | 김현욱   |                     |
| 배터리 코치                      | 김정민   | 배터리              |
| 수비 코치                        | 한혁수   | (외야수비/1루 주루) |
| 작전/주루 코치                   | 대한민국 |                     |
| 외야 수비 코치                   | 대한민국 |                     |
| 투수                             | 강상수   |                     |
| 투수                             | 경헌호   | 투수                |
| 트레이닝 코치                    | 대한민국 |                     |
| 퓨처스 리그 감독                 | 송구홍   | 감독                |
| 퓨처스 리그 수석, 작전/주루 코치 | 대한민국 |                     |
| 퓨처스 리그 타격 코치            | 대한민국 |                     |
| 퓨처스 리그 투수 코치            | 대한민국 |                     |
| 퓨처스 리그 투수 코치            | 대한민국 |                     |
| 퓨처스 리그 수비 코치            | 대한민국 |                     |
| 퓨처스 리그 배터리 코치          | 대한민국 |                     |
| 3군 총괄                         | 대한민국 |                     |
| 3군 타격/배터리 코치             | 대한민국 |                     |
| 3군 투수 코치                    | 대한민국 |                     |
| 3군 수비 코치                    | 대한민국 |                     |
| 3군 작전/주루 코치               | 대한민국 |                     |
| 3군 사감/재활 코치               | 대한민국 |                     |

## 외야수
| 등번호 | 이름   | 주장 |
| ------ | ------ | ---- |
| 7      | 정주현 |      |
| 10     | 김용의 |      |
| 22     | 김현수 |      |
| 24     | 임훈   |      |
| 32     | 이천웅 |      |
| 33     | 박용택 | 주장 |
| 36     | 이형종 |      |
| 49     | 문선재 |      |
| 55     | 채은성 |      |
| 58     | 최민창 |      |

## 육성 선수
- 100 이찬혁
- 101 이상규
- 102 이창율
- 103 김성협
- 104 강병의
- 105 전호영
- 108 류형우
- 111 전인환
- 112 오세민
- 113 유원석
- 115 조학진
- 116 오석주
- 118 김광수
- 122 김태형
- 123 전준호
- 124 노병채
- 125 진재혁
- 126 정혁진
- 128 한석현
- 129 백남원

## 군입대 선수
- 최재원
- 박부성
- 이진석
- 이준형
- 박성준
- 신민재
- 박재욱
- 홍창기
- 김호은
- 천원석
- 김해현
- 김태형
- 이동규
- 김태영

## 2018 신인지명 선수
- 30 김영준(1차지명)
- 59 성동현(2차 1라운드 지명)
- 106 이재원(2차 2라운드 지명)
- 0 최현준(2차 3라운드 지명)
- 107 조선명(2차 4라운드 지명)
- 57 이강욱(2차 5라운드 지명)
- 109 김의준(2차 6라운드 지명)
- 110 송찬의(2차 7라운드 지명)
- 114 이나현(2차 8라운드 지명)
- 117 최우혁(2차 9라운드 지명)
- 119 문성주(2차 10라운드 지명)

## 방출
| # | 이름 | 포지션 | 이적 후 소속 | 이적유형 | 이적시기 |
| - | ---- | ------ | ------------ | -------- | -------- |

## 여담
- 소사는 5월 24일 NC 다이노스와의 경기에서 14탈삼진으로 KBO 리그 역대 외국인 투수 1경기 최다 탈삼진 기록을 세웠다.
- 김현수는 전반기 2루타 32개로 KBO 리그 단일 시즌 전반기 최다 기록을 세웠다.
- 소사는 이 시즌 규정 이닝을 채우면서 구원 투수들에게 넘긴 인계 주자가 단 1명이었는데, 후속 구원 투수가 이 주자의 득점을 허용하면서 소사는 인계주자 실점율 100%를 기록하게 되었다.
- 오지환은 142경기에 선발 출전하여 2013년 이후 단일 시즌 내야수 최다 선발 출전 기록을 세웠다.
- 성동현은 이 시즌 1경기 0.1이닝 소화에 그쳤으나 해당 경기에서 구원승을 기록해 KBO 리그 역대 단일 시즌 승리 경험 투수 중 최소 이닝 기록을 세웠다.